# FSF Award for the Advancement of Free Software
Free Software Foundation Award for the Advancement of Free Software – nagroda przyznawana co roku człowiekowi, który zasłużył się największym wkładem w rozwój wolnego oprogramowania.
Od 2001 nagrody były przyznawane w Free and Open source Software Developers' European Meeting (FOSDEM). W 2000 r. ceremonia rozdania nagród odbyła się w Muzeum Żydowskiej Sztuki i Historii w Paryżu. W 1999 r. rozdanie odbyło się w Jacob Javits Center w Nowym Jorku.

## Nagrodzeni
- 2016: Alexandre Oliva za swoją pracę w promowaniu Wolnego Oprogramowania oraz zaangażowanie w projekty takie jak utrzymanie Linux-libre i inżynierie wsteczną autorskiego oprogramowania używanego przez obywateli Brazylii do zgłaszania podatków rządowi.
- 2015: Werner Koch założyciel i siła napędowa GnuPG. GnuPG jest wolnym narzędziem do szyfrowania komunikacji, społeczeństwo potrzebuje bardziej niż kiedykolwiek, aby rozwinąć darmową technologię szyfrowania.
- 2014: Sébastien Jodogne za pracę nad złagodzeniem wymiany obrazów medycznych i rozwojem Orthanc.
- 2013: Matthew Garrett za pracę na rzecz wspierania wolności oprogramowania w odniesieniu do Secure Boot, UEFI i jądra systemu Linux.
- 2012: Fernando Pérez za pracę nad IPythonem i jego rolę w społeczności naukowej Pythona.
- 2011: Yukihiro Matsumoto za stworzenie języka Ruby, oraz za pracę nad GNU, Ruby i innym wolnym oprogramowaniu od ponad 20 lat.
- 2010: Rob Savoye za jego pracę nad Gnashem. Dodatkowo specjalna nagroda została przyznana Adrianowi Hands, który użył klawiatury ekranowej (z powodu choroby nie mógł używać klawiatury, tylko myszki) aby napisać patch do GNOME i go wysłać. Zmarł na trzy dni przed na stwardnienie zanikowe boczne.
- 2009: John Gilmore za znaczący wkład i długi staż w rozwoju Wolnego Oprogramowania.
- 2008: Wietse Venema za znaczący wkład w rozwój zabezpieczeń sieciowych oraz stworzenie serwera pocztowego Postfix.
- 2007: Harald Welte za prace nad OpenMoko i wzmocnieniem znaczenia GPL.
- 2006: Theodore Ts'o za pracę nad jądrem Linuksa oraz wkład w rozwój projektów Kerebos oraz ONC RPC. Pozostałymi finalistami byli Wietse Venema za stworzenie (oczywiście wraz z grupą wielu innych programistów) serwera pocztowego Postfix i prace nad narzędziami związywanymi z bezpieczeństwem oraz Yukihiro Matsumoto za udział w projektowaniu języka Ruby.
- 2005: Andrew Tridgell – za pracę nad programem Samba oraz za wkład w rezygnację z darmowego, lecz nie wolnego, systemu kontroli wersji BitKeeper (używanego do 2005 roku do rozwoju jądra Linuksa) na rzecz w pełni wolnych odpowiedników (w efekcie od 2005 roku używany jest napisany przez Linusa Torvaldsa Git). Pozostałymi finalistami byli Harmut Pilch, założyciel Fundacji na rzecz Wolnej Infrastruktury Informatycznej za zaangażowanie w sprawę zniesienia patentów w Europie oraz Theodore Ts'o za rozwijanie systemów plików w jądrze Linuksa.
- 2004: Theo de Raadt – za trud włożony w uwolnienie sterowników, dokumentacji i firmware bezprzewodowych kart sieciowych. Pozostałymi finalistami byli Andrew Tridgell za projekt Samba oraz Cesar Brod za działalność w Brazylii.
- 2003: Alan Cox – za głoszenie idei wolnego oprogramowania oraz pracę nad jądrem Linuksa. Pozostałymi finalistami byli Theo de Raadt za OpenBSD oraz Werner Koch za GNU Privacy Guard.
- 2002: Lawrence Lessig – za promowanie idei politycznego wymiaru wolnego oprogramowania, oraz że „kod stanowi prawo”. Pozostałymi finalistami byli Bruno Haible za CLISP oraz Theo de Raadt za OpenBSD.
- 2001: Guido van Rossum – za język programowania Python. Pozostałymi finalistami byli L. Peter Deutsch za GNU GhostScript oraz Andrew Tridgell za Sambę.
- 2000: Brian Paul – za pracę nad Mesa 3D Graphics Library. Pozostałymi finalistami byli Donald Becker za rozwój sterowników dla Linuksa, oraz Patrick Lenz za stronę z wolnym oprogramowaniem Freshmeat.
- 1999: Miguel de Icaza – Pozostałymi finalistami byli Donald Knuth za TeX i METAFONT oraz John Gilmore za pracę w Cygnus Solutions oraz wkład w Free Software Foundation.
- 1998: Larry Wall – za wkład w pracę dla Free Software, m.in. język programowania Perl. Pozostałymi finalistami byli Projekt Apache, Tim Berners-Lee, Jordan Hubbard, Ted Lemon, Eric S. Raymond oraz Henry Spencer.

## Komitet
- 2014: Suresh Ramasubramanian (przewodniczący), Marina Zhurakhinskaya, Matthew Garrett, Rob Savoye, Wietse Venema, Richard Stallman, Vernor Vinge, Hong Feng, Fernanda G. Weiden, Harald Welte, Jonas Öberg i Yukihiro Matsumoto.
- 2013: Suresh Ramasubramanian (przewodniczący), Wietse Venema, Hong Feng, Andrew Tridgell, Jonas Öberg, Vernor Vinge, Richard Stallman, Fernanda G. Weiden, Rob Savoye i Harald Welte.
- 2012: Suresh Ramasubramanian (przewodniczący), Peter H. Salus, Raj Mathur, Wietse Venema, Hong Feng, Andrew Tridgell, Jonas Öberg, Vernor Vinge, Richard Stallman, Fernanda G. Weiden i Harald Welte.
- 2011: Suresh Ramasubramanian (przewodniczący), Peter H. Salus, Raj Mathur, Wietse Venema, Hong Feng, Andrew Tridgell, Jonas Öberg, Vernor Vinge, Richard Stallman, Fernanda G. Weiden i Harald Welte.
- 2010: Suresh Ramasubramanian (przewodniczący), Peter H. Salus, Raj Mathur, Wietse Venema, Hong Feng, Andrew Tridgell, Jonas Öberg, Vernor Vinge, Richard Stallman, Fernanda G. Weiden i Harald Welte.
- 2009: Suresh Ramasubramanian (przewodniczący), Peter H. Salus, Lawrence Lessig, Raj Mathur, Wietse Venema, Hong Feng, Andrew Tridgell, Jonas Öberg, Vernor Vinge, Richard Stallman, Fernanda G. Weiden i Harald Welte.
- 2008: Suresh Ramasubramanian (przewodniczący), Peter H. Salus, Raj Mathur, Hong Feng, Andrew Tridgell, Jonas Öberg, Vernor Vinge, Richard Stallman, Fernanda G. Weiden.
- 2006: Peter H. Salus (przewodniczący), Richard Stallman, Andrew Tridgell, Alan Cox, Lawrence Lessig, Vernor Vinge, Frederic Couchet, Jonas Öberg, Hong Feng, Raju Mathur, Suresh Ramasubramanian
- 2005: Peter H. Salus (przewodniczący), Richard Stallman, Alan Cox, Lawrence Lessig, Guido van Rossum, Frederic Couchet, Jonas Öberg, Hong Feng, Bruce Perens, Raju Mathur, Suresh Ramasubramanian, Enrique A. Chaparro, Ian Murdock
- 2004: Suresh Ramasubramanian, Raj Mathur, Frederick Noronha, Hong Feng, Frederic Couchet, Enrique A. Chaparro, Vernor Vinge, Larry Wall, Alan Cox, Peter H Salus, Richard Stallman
- 2003: Enrique A. Chaparro, Frederic Couchet, Miguel de Icaza, Raju Mathur, Frederick Noronha, Jonas Oberg, Bruce Perens, Peter Salus, Suresh Ramasubramanian, Richard Stallman, Vernor Vinge
- 2002: Enrique A. Chaparro, Frederic Couchet, Hong Feng, Miguel de Icaza, Raju Mathur, Frederick Noronha, Jonas Oberg, Eric Raymond, Guido van Rossum, Peter Salus, Suresh Ramasubramanian, Larry Wall
- 2001: Miguel de Icaza, Ian Murdock, Eric Raymond, Peter Salus, Vernor Vinge, Larry Wall
- 2000: (nie znaleziono szczegółów)
- 1999: Peter Salus, (nie znaleziono szczegółów)
- 1998: Peter Salus, Scott Christley, Rich Morin, Adam Richter, Richard Stallman, Vernor Vinge